# Tezya (ヴォーカリスト)
tezya（テツヤ、7月28日 - ）は、日本のヴォーカリスト、ミュージシャン。

## 来歴
- 1986年、LUNA SEAのSUGIZO・真矢と共にPINOCCHIOを結成。
- 1988年、PINOCCHIO 解散。
- 1992年、Grace ModE アルバム「Modern Jungle」をクラウンPCMよりリリース。ワンマンライブを含む全国ツアーを行う。
- 1993年、Grace ModE 解散。
- 1993年、FiX 加入。
- 1994年、筋肉少女帯の橘高文彦のプロジェクト「Euphoria」に全曲作詞、Vocalとして東名阪ツアー及びアルバム「Euphoria」へ参加。
- 1995年、FiX シングル「Shangli-La」（テレビ朝日某番組タイアップ）でポリドールよりメジャーデビュー。アルバム「WINDOWS」、リカットシングル「Ballet」（関西ローカル某番組タイアップ）リリース。
- 1996年、FiX 解散。元FiXのSEELAと共にユニットATOMIC ZaZa 結成。シングル「COOLでなんて…」をiNOKSレコードよりリリース。渋谷ON AIR west他でワンマンライブを行う。
- 1998年、秋冬TOKYOコレクションにモデルとして出演。
- 1999年、春夏TOKYOコレクションにモデルとして出演。ATOMIC ZaZa 解散。
- 2001年、MeGAROPA ロンドンにて結成。
- 2003年、MeGAROPA アルバム「megaropa」をHiBOOMよりリリース。
- 2004年、MeGAROPA 渋谷Lamamaワンマンライブ。
- 2006年、MeGAROPA 2ndアルバム「2[TWO]」を3Dシステムよりリリース。東名阪ツアーを行う。大塚RED Zoneにてワンマンライブを行うも同年無期限活動休止。
- 2007年、MeGAROPA ライブDVD発売。ソロプロジェクト tezya & the sightz 活動開始（12月31日初ライブ）。
- 2009年10月4日、X.Y.Z.→A デビュー10周年記念10ヶ月連続ライブにゲスト出演。Euphoria含む４曲を歌う。
- 2010年8月、CHAIN the ROCK Festivalにtezya&the sightzとして出演。以降、毎年参加。
- 2010年9月23日、tezya 1st Album「LIFE MY BABYLON」リリース。
- 2010年10月24日、Fumihiko Kitsutaka 25th Anniversary Live～Dream Castle～　にゲスト出演。
- 2011年、ロシア2都市で海外単独公演を行う。
- 2012年、SiNE6 feat.SUGIZO & tezya　シングル「BLACKOUT」を発表。
- 2013年、メキシコ2都市、スウェーデン、ロシア、ウクライナにて単独公演を含む公演を行う。
- 2014年、フランス、スウェーデン、ロシア、ウクライナ、カザフスタンにて単独公演を中心としたヨーロピアンツアーを行う。
- 2014年3月22,23日　VISAGE来日公演にてBlitzageとして共演。
- 2014年8月、CHAIN the ROCK Festival 2014に出演。
- 2015年5月、ポーランドにてイベントゲストとして出演。
- 2015年7月25日、橘高文彦デビュー30周年記念LIVE“Fumihiko Kitsutaka's Euphoria　に参加。

- 2015年12月22日、tezya 2nd Album「The S.O.N.G.S 〜The Sight Of the Nameless Glittering Stars〜」リリース
- 2016年5月28日 町田 The Play Houseで初のアコースティックライブ出演 G.okazy Perc.佐藤（Ko-chan）浩一
- 2016年10月27日、dieS PRESENTS 見る幻に毒を盛れ に tezya&the sightz で出演。以後2019年まで毎年出演。
- 2016年12月10日、橘高文彦デビュー30周年記念LIVE Blu-ray 4タイトル発売記念スペシャルイベントに参加。

- 2017年3月、ロシア、ウクライナ2カ国14都市を渡る「The S.O.N.G.S  Tour 2017」を行う。
- 2017年7月27日、自身の立ち上げたレーベルCOZMIC BABYLON RECORDS 主催のイベント「The Underground Glitters vol.1」～美しきケモノ達～を誕生日前夜に新宿ReNYで行う。ソロ活動10周年を記念し10人のクリエイターによるREMIXアルバム「Decade of Metamorphoses」を発表。
- 2017年8月27日、10年間CLUB CITTA'川崎にて継続して開催されたCHAIN the ROCK Festivalに参加。計9回の参加を果たす。
- 2018年9月24日、 My Little Underground ゲスト出演
- 2018年7月28日、 tezya Birthday Oneman Live-Brilliant Day- を神楽坂神楽音で開催。
- 2018年12月2日 HIV/AIDSキャリア支援 HOPE AND LIVE 2018 渋谷clubasia にアコースティックで参加 Pf.小泉直子 以後サポートは小泉さんのみでアコースティックライブに数々参加。
- 2019年8月3日、 tezya Birthday Live Brilliant Day -The Half of A Century-を神楽坂神楽音で開催。
- 2019年11月30日、MeGAROPA　12年ぶりの一夜限定復活単独公演 ［Phantom Easter-瞬感蘇生II-］を渋谷La.mamaにて行う。
- 2020年6月27日 tezya アコースティック ワンマンLIVE【JAZZIN’ POP NIGHT 】。初のアコースティックでのワンマンライブを開催。
- 2023年3月26日   This Is The Day , CLUB CITT'A'TTIC にアコースティックで参加。以後、毎回出演。
- 2024年7月28日 tezya 地球デビュー55周年単独公演会　を 神楽坂 神楽音 にて開催。tezya&the sightz、アコースティック合わせて３０曲を歌い上げる。
- 2024年8月4日、渋谷DUOexchange 【ISSAYトリビュートライブ】出演[1]
- 2024年10月27日、高田馬場Club phase 【heath solo works THE LIVE ever living】[2] 出演
- 2024年10月25日、dieS PRESENTS 見る幻に毒を盛れ　に tezya&the sightz で5年ぶりに出演。
- 2025年3月16日、tezya and the gauguins 、２回目のワンマンライブを行う。
- 2025年7月27日、tezya & the sightz＆tezyaソロ単独公演Brilliant Day 2025を 神楽坂 神楽音で開催。アコースティック７曲、tezya&the sightz１９曲を歌い上げる。

## ディスコグラフィ
tezyaソロ作品
アルバム
- LIFE MY BABYLON （2010年9月23日　CBRT-0001） 1st Album
- The S.O.N.G.S 〜The Sight Of the Nameless Glittering Stars〜 （2015年12月22日） 2nd Album
- Decade of Metamorphoses  (2017年7月27日　CBRT-0010)  tezya 10th Anniversary Remix Album　参加クリエイター:  M1.CRAZY/山田 巧　M2.Insomnia Wishes/t-kimura　M3.Pray Again/小林秀行M4.Sway/YoshifumiM5.LUVHAL/Shinnosuke　M6.Baby's Eye/ASAKI　M7.B-A-B-Y-L-O-N/YOU　M8.Cosmo of love/Colorful Mannings　M9.Adolescence of the boy's life/齊藤久師　M10.The World/AKIRA YAMAOKA

シングル
- The World （2013年7月6日）
- R&R （2015年8月29日） the primal mix series Vol.1
- The World （2015年8月29日） the primal mix series Vol.2
- BE(LIE)VE （2015年9月15日） the primal mix series Vol.3
- Pray Again （2015年10月9日） the primal mix series Vol.4
- Master Faders Boogie （2015年11月27日） the primal mix series Vol.5
- Insomnia Wishes （2015年11月27日） the primal mix series Vol.6
- Snow Globe （2017年7月27日） the primal mix series Vol.7
- HEAVENLY（2022年2月26日） the primal mix series Vol.8

## その他の作品
Grace ModE
- アルバム
  - Modern Jungle （1992年4月23日　FWCR-50）

Fumihiko Kitsutaka's Euphoria
- アルバム
  - Euphoria （1994年12月16日　MVCD-16）
- DVD
  - SACRED GARDEN 〜FUMIHIKO KITSUTAKA'S EUPHORIA LIVE〜 （2004年12月24日　EUPH-DV01）

FiX
- シングル
  - Shangri-La (1995年9月6日　PODH-1272）
  - Ballet (1995年11月25日　PODH-1289）
- アルバム
  - WINDOWS (1995年9月25日　POCH-1529）

ATOMIC ZaZa
- シングル
  - COOLでなんて… （1997年8月6日　PCCA-95008）

MeGAROPA
- アルバム
  - megaropa （2003年11月27日　PQCD-90003）
  - [2] （2006年9月6日　DDCZ-1336）

## 参加作品
Silver-Rose
- アルバム「Labyrinth ～迷宮～」（1993年） - 収録曲「Velvety White」にコーラス参加。

DOVERMAN
- ミニアルバム「Howling Dog Garage vol.06」（2003年09月28日）

橘高文彦&フレンズ
- アルバム「NEVER ENDING STORY」（2005年1月16日　EUPH-1003）

M.C.A・T
- アルバム「Music Conductor A・T」（2007年8月22日　AVCD-23295）

the CYCLE
- マキシシングル「Ambivalence」（2007年9月5日　SACDA-0001）

橘高文彦
- アルバム「DREAM CASTLE 〜BEST OF FUMIHIKO KITSUTAKA〜」（2010年10月20日　XQHZ-1005）

- DVD「Fumihiko Kitsutaka 25th Anniversary 〜LIVE! Dream Castle〜」 （2011年4月6日　XQHZ-2003）
- Blu-ray「橘高文彦デビュー30周年記念LIVE“Fumihiko Kitsutaka's Euphoria”」（2016年7月13日）[3]
- DVD「橘高文彦デビュー30周年記念LIVE Blu-ray 4タイトル発売記念スペシャルイベント 2016.12.10 at Gibson Brands Showroom TOKYO“FULL VERSION DVD-R”」[4]

SiNE6 feat SUGIZO & tezya
- 「BLACKOUT」（2012年6月20日　配信）

HIGHFeeL & friends present…
- Silent Spring　ヨーロッパのイベンター発進の日本人アーティストを集めた COVID-19 チャリティアルバムに参加[5]（2020年4月26日）

UNHOLY FROM THE GRAVEYARD
- オムニバスCDに参加（2020年11月16日）

ISSAY
- トリビュートアルバム『ISSAY gave life to FLOWERS - a tribute to Der Zibet -』(2024年7月6日)

## バンド・ユニット歴
- Pinocchio
- Grace ModE
- Euphoria
- FiX
- ATOMIC ZaZa
- MeGAROPA
- Cyan beach
- CyanROPA
- tezya & the sightz
- SiNE6 feat SUGIZO & tezya
- Blitzage
- tezya&the gauguins2024,2025

## 出演
- tezyaミュージックアワー・レインボーROCK SHOW （あっ!とおどろく放送局）
- 偏見のないボーダレスな世界/DAYBOOK/TokyoBorderlessTV 2018年-2019年　「tezyaの趣味映画鑑賞」
- ホマレノマ60話/TokyoBordelessTV            2024年7月11日　ゲスト「tezya」
- ミザオン！みざりおーるの音牙紅堂　　　　2021年6月24日#3「イケボバンドマン」　 　ゲスト「tezya」
- 「Jin’s MATE」公式　2024年7月18日             ゲスト「tezya」

```
LIVE　主にtezya & the sightz
```

- 2007年12月31日、渋谷 RUIDO.K2 tezya&the sightz初ライブ
- 2008年2月9日、大塚 RED-Zone
- 2008年4月5日、上野SENSATION 1周年記念 × SIDEWALK 7th Fesコラボイベント -PUNK ROCK Day-（tezyaゲスト出演）
- 2008年４月13日、高田馬場club PHASE
- 2008年4月19日、心斎橋club DROP
- 2008年5月６日、 町田 clove
- 2008年7月12日、高田馬場 club PHASE
- 2008年7月21日、高田馬場 club PHASE
- 2008年9月20日、高田馬場 club PHASE
- 2008年10月11日、大塚RED-Zone 出演
- 2008年11月2日、表参道 FAB
- 2008年11月23日、心斎橋 DROP
- 2008年12月5日、新宿 MARZ
- 2008年12月28日、渋谷 La.mama
- 2008年12月31日、渋谷 RUIDO.K2
- 2009年1月10日、大塚 RED-Zone
- 2009年2月15日、渋谷 La.mama
- 2009年3月11日、恵比寿LIVE GATE TOKYO
- 2009年3月12日、神楽坂 EXPLOSION
- 2009年4月24日、関内 7th Avenue
- 2009年5月14日、高田馬場CLUB PHASE
- 2009年7月2日、町田CLOVE 出演
- 2009年7月30日、新宿LOFT 出演
- 2009年8月13日、池袋LIVE INN ROSA
- 2009年8月26日、CHAIN the ROCK Festival@CLUB CITTA'
- 2009年9月24日、新宿LOFT
- 2009年10月17日、新宿RUIDO K4
- 2009年10月25日、新宿 MARZ
- 2009年12月12日、町田 clove
- 2010年1月24日、 新宿 RUIDO K4
- 2010年3月6日、 OSAKA RUIDO
- 2010年3月13日、 Shibuya RUIDO.K2
- 2010年7月16日、 高田馬場 CLUB PHASE
- 2010年8月28日、川崎CLUB CITTA 出演
- 2010年10月15日、大塚 RED-Zone
- 2010年10月30日、新宿MARZ
- 2010年11月12日、高田馬場CLUB PHASE
- 2010年11月18日、高田馬場CLUB PHASE
- 2010-2014　情報不足の為記載なし
- 2014年8月30日、川崎CLUB CITTA 出演
- 2014年11月2日、新宿ReNY 出演
- 2015年9月15日、目黒THE LIVE STATION 出演
- 2015年11月27日、渋谷VURNOS 出演
- 2016年2月11日、町田ThePlayHouse 出演
- 2016年7月23日、横浜Thunder Snake 出演
- 2016年8月28日、川崎CLUB CITTA 出演
- 2016年10月27日、目黒THELIVESTATION 出演
- 2017年1月20日、高田馬場CLUB PHASE 出演
- 2017年2月8日、新宿LOFT 出演
- 2017年4月30日、横浜7th AVENUE 出演
- 2017年5月20日、町田ThePlayHouse 出演
- 2017年7月27日、新宿ReNY 出演
- 2017年8月27日、川崎CLUB CITTA 出演
- 2017年9月24日、町田ThePlayHouse 出演
- 2017年10月25日、目黒THELIVESTATION 出演
- 2018年4月29日、横浜MusicLab.濱書房 出演
- 2018年5月20日、町田ThePlayHouse 出演
- 2018年9月22日、渋谷La.mama 出演
- 2018年12月1日、新宿ZicroTokyo 出演
- 2019年2月23日、池袋CHOP 出演
- 2019年3月16日、渋谷VUENOS 出演
- 2019年4月26日、池袋CHOP 出演
- 2019年5月23日、池袋CHOP 出演
- 2019年6月22日、池袋CHOP 出演
- 2019年7月5日、池袋CHOP 出演
- 2019年8月17日、原宿CROCODILE 出演
- 2019年9月6日、池袋CHOP 出演
- 2019年9月28日、渋谷VUENOS 出演
- 2019年10月22日、目黒THELIVESTATION 出演
- 2019年10月26日、渋谷CLUB CRAWL 出演
- 2020年1月29日、横浜MusicLab.濱書房 出演
- 2020年2月14日、原宿CROCODILE 出演
- 2020年7月10日、池袋CHOP 出演
- 2022年2月26日、高円寺LOFT X 出演
- 2022年5月31日、川崎CLUB CITTA 出演
- 2023年3月19日、新宿club SCIENCE 出演
- 2023年3月28日、池袋CHOP 出演
- 2023年4月16日、横浜7th AVENUE 出演
- 2023年5月5日、目黒THE LIVE STATION 出演
- 2023年6月9日、池袋CHOP 出演
- 2023年7月28日、高円寺HIGH 出演
- 2023年9月12日、川崎CLUB CITTA 出演
- 2023年9月13日、川崎CLUB CITTA 出演
- 2023年11月10日、池袋CHOP 出演
- 2023年12月22日、池袋CHOP 出演
- 2024年3月31日、池袋CHOP 出演
- 2024年4月27日、池袋CHOP 出演
- 2024年6月2日、本八幡ルートフォーティーン　出演
- 2024年7月28日、神楽坂神楽音　【tezya地球デビュー55周年単独公演会】
- 2024年8月4日、渋谷DUOexchange 【ISSAYトリビュートライブ】出演[1] ISSAY追悼、60数名参加のDER ZIBETトリビュート盤　(tezya参加)を7月発売＋トリビュートライブを8月開催 [6](tezya)
- 2024年8月24日、tezya and the gauguins 2024 ONEMAN SHOW 六本木REAL DIVA'S (tezya&the gauguins2024)

- 2024年9月10日、HIROKI BIRTHDAY SHOW2024 (tezya&the gauguins2024)
- 2024年10月27日、高田馬場Club phase 【heath solo works THE LIVE ever living】[2] (tezya)「Heathの意志を継ぐ名だたるメンバーが集結！PATA (G / X JAPAN, Ra:IN)、SUGIZO (G / LUNA SEA, X JAPAN, THE LAST   ROCKSTARS等)、MORRIE (Vo / DEAD END, Creature Creature)をはじめとして、Ken Ayugai (Vo / TOBYAS)やTAIJI FUJIMOTO (G / ex. D.T.R)、Jun (B / Valentine D.C.)、kazuno (B / ex. Moi dix Mois)、tezya (Vo / tezya&the sightz)、JO:YA (Vo / ex. DopeHEADz)、Shame (Vo / DopeHEADz, Ravecraft)、TAIZO (G)、Taji (Dr / ex. AUTO-MOD)、TACOS NAOMI (Key)といった錚々たるメンバーが集結。チケットは瞬く間にソールドアウトとなり、ライヴ当日の高田馬場club phaseは　開演前から熱気に包まれた。」

- 2024年12月10日、「悠 収穫祭」池袋手刀
- 2024年12月25日、DIE memento tour final+Christmas Rock Night@横浜THE CLUB SENSATION（tezyaソロ)
- 2025年1月27日、「本年もよろしくお願いいたしますGIG -2025-」池袋手刀
- 2025年2月15日、BLACK OLIVES with THE SENSATION’S Special Band横浜The CLUB SENSATION（tezyaソロ)
- 2025年3月1日、YokodieS▲4NIGHTS▼-TKM NIGHT- Musiclab濱書房
- 2025年3月16日、tezya and the gauguins 2025 ONEMAN SHOW 六本木REAL DIVA'S (tezya&the gauguins2025)
- 2025年3月29日、David Bowie Memorial Show 2025 横浜The CLUB SENSATION（tezyaソロ)
- 2025年6月6日、We are terrible drunks~恐るべき呑んだくれ達~vol.1  高田馬場PHASE
- 2025年6月27日、『月末の予感 2025』池袋手刀
- 2025年7月27日、tezya & the sightz＆tezyaソロ単独公演 Brilliant Day 2025　神楽坂 神楽音
- 2025年8月3日、Brilliant Rocks with tezya 横浜THE CLUB SENSATION（tezyaソロ）
- 2025年8月28日、（予定）CHAIN THE ROCK FES 2025 CLUB CITTA川崎
- 2025年9月5日、（予定）TOSHI"60"&KATSUJI"54"合同生誕祭 高田馬場CLUB PHASE（tezyaソロ）
- 2025年10月5日、（予定）Silencio Parque vol.6 原宿CROCODILE
- 2025年10月24日、（予定）見る幻に毒を盛れ5DAYSMARKING2025 DAY5 目黒LIVESTATION
- 2026年1月20日、（予定）橘高文彦デビュー40周年記念公演「Never Ending Story + 40 Years Of History Live」渋谷音楽堂（tezyaソロ）
- 2025年12月20日、（予定）ミューズとクリスマスディナー 横須賀ヤンガーザンイエスタディ

```
LIVE　tezyaアコースティック
```

1. 2016.5.28 町田 The Play House  G.okazy  Perc.佐藤（Ko-chan）浩一　初のアコースティックライブ出演
2. 2016.9.17 町田 The Play House 　Pf.小泉直子　G.okazy
3. 2018.7.28 tezya Birthday Oneman Live-Brilliant Day- 神楽坂神楽音 Pf.小泉直子 G.okazy  per.佐藤（Ko-chan）浩一
4. 2018.12.2 HIV/AIDSキャリア支援 HOPE AND LIVE 2018 渋谷clubasia  Pf.小泉直子 以後サポートは小泉さんのみ
5. 2019.8.3 tezya Birthday Live Brilliant Day -The Half of A Century-Pf.小泉直子
6. 2019.10.10 A Trick of A Tale ,SOUND CREEK Doppo 四谷 Pf.小泉直子
7. 2020.1.24 四ツ谷SOUND CREEK Doppo pf.小泉直子
8. 2020.6.27 tezya アコースティック ワンマンLIVE【JAZZIN’ POP NIGHT 】A.B.SMILE Pf.小泉直子
9. 2020.9.13 HIROKI Birthday Live 大塚Welcome Back Pf.小泉直子
10. 2020.10.28 22席のプレミアムパイプ椅子ハロウィン ネオ東京 池袋手刀 Pf.小泉直子
11. 2020.12.19 JAZZIN' POP  NIGHT VOL.2 A.B.SMILE Pf.小泉直子
12. 2021.1.20 新春！120 ネオ東京池袋手刀ドームPf.小泉直子
13. 2021.2.13 MY LAST BREATH&tezya Valentine Live 赤坂MZES Pf.小泉直子
14. 2021.2.27 Sound Creek Doppo Pf.小泉直子
15. 2022.3.26 SOUND CREEK Doppo 四谷 Pf.小泉直子
16. 2022.8.14 ATreat presents TRANSMIGRATION AKABANE ReNYα, Viola HATAIKU Pf.小泉直子
17. 2023.1.18  新春パイプ椅子 -癸卯篇-ネオ東京池袋手刀ドーム  Pf.小泉直子
18. 2023.3.26   This Is The Day , CLUB CITT'A'TTIC Pf.小泉直子
19. 2023.9.16   This Is The Day II, CLUB CITT'A'TTIC Pf.小泉直子
20. 2024.1.14  This Is The DayIII , CLUB CITT'A'TTIC Pf.小泉直子
21. 2024.3.7 BAR濱書房〜木曜日は歌声サロン#9〜  Pf.小泉直子
22. 2024.4.29 神楽坂 神楽音　ATreat presents Reverberation　Pf.小泉直子
23. 2024.6.23 This Is The Day IV, CLUB CITT'A'TTIC Pf.小泉直子
24. 2024.7.28 tezya 地球デビュー55周年単独公演会 神楽坂 神楽音 Pf.小泉直子
25. 2024.8.5 ISSAY追悼ライブ　Memorial Flowers & Friends Pf.小泉直子
26. 2024.9.28 密会スペシャルvol.2「密会三銃士」下北沢DYCUBE  Pf.小泉直子
27. 2024.12.7 This Is The Day Ⅴ, CLUB CITT'A'TTIC Pf.小泉直子
28. 2025.4.29 This Is The Day Ⅵ, CLUB CITT'A'TTIC Pf.小泉直子
29. 2025.7.27 神楽坂 神楽音 tezya 単独公演 Brilliant Day 2025 Pf.小泉直子

※Pf.小泉直子さんにご協力頂き作成致しました。